# 国道143号

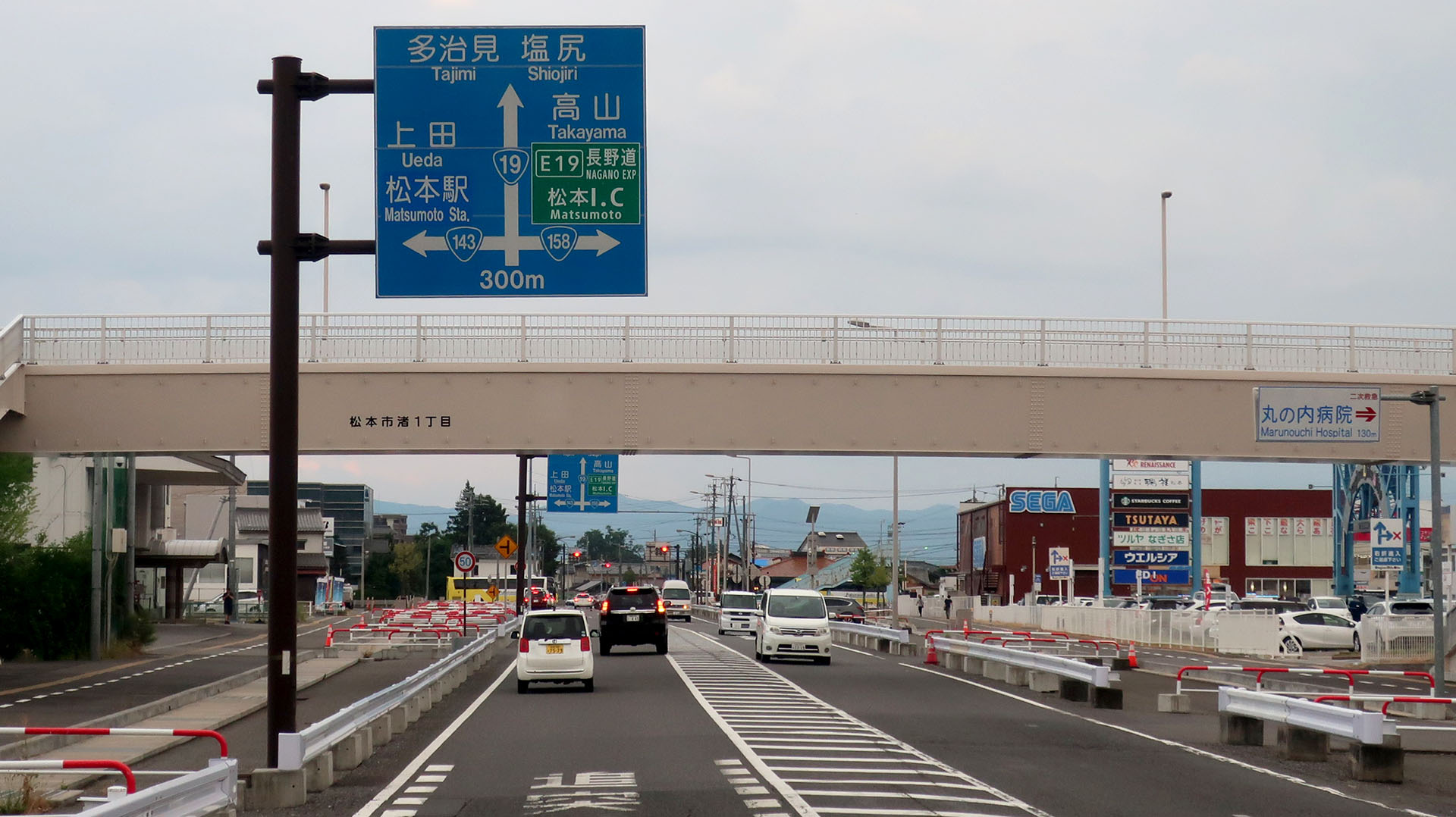
国道143号 起点
長野県松本市 渚一丁目交差点付近

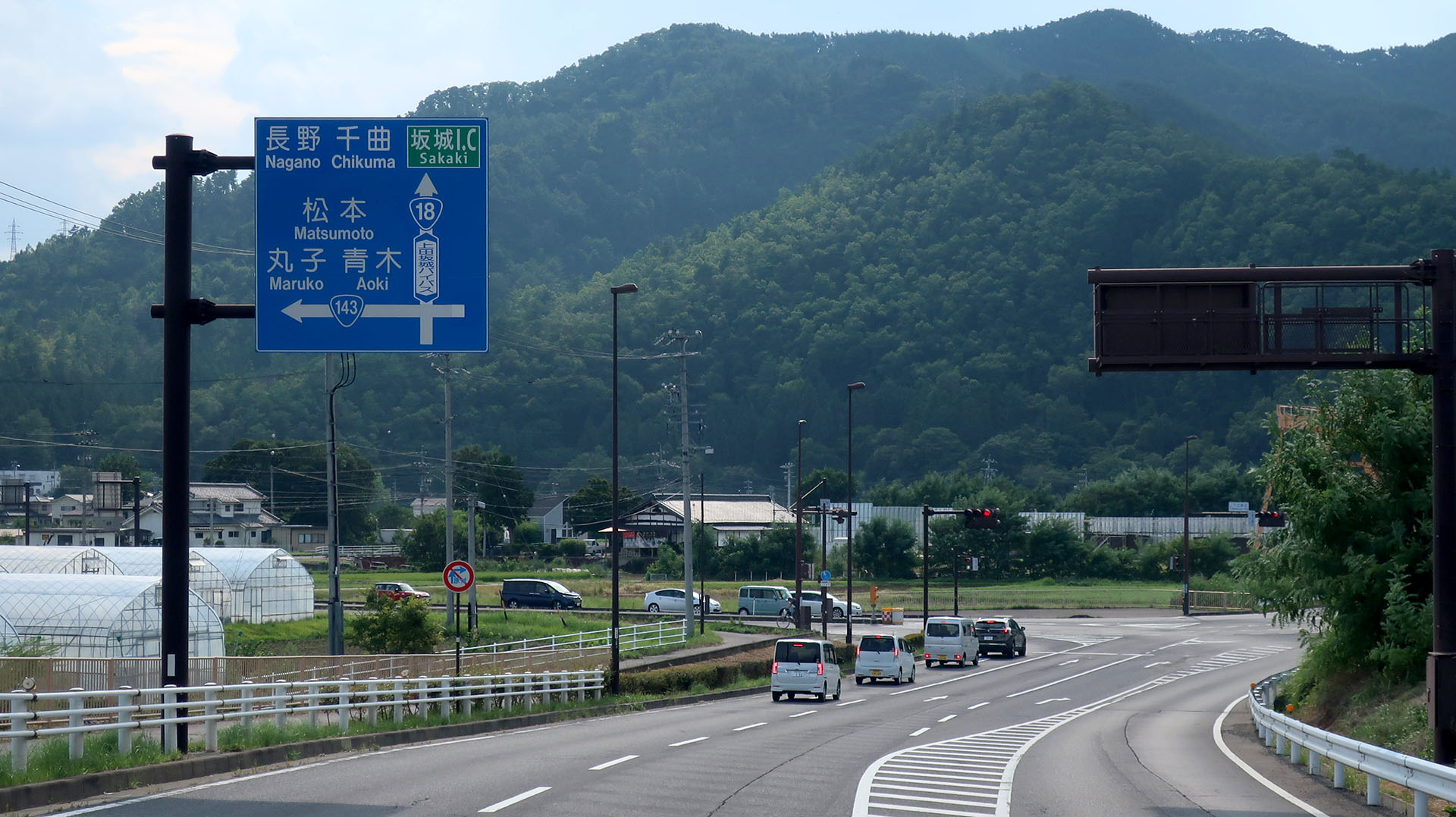
国道18号（重複区間）からの分岐
長野県上田市 下之条北交差点

国道143号（こくどう143ごう）は、長野県松本市から上田市に至る一般国道である。

## 概要

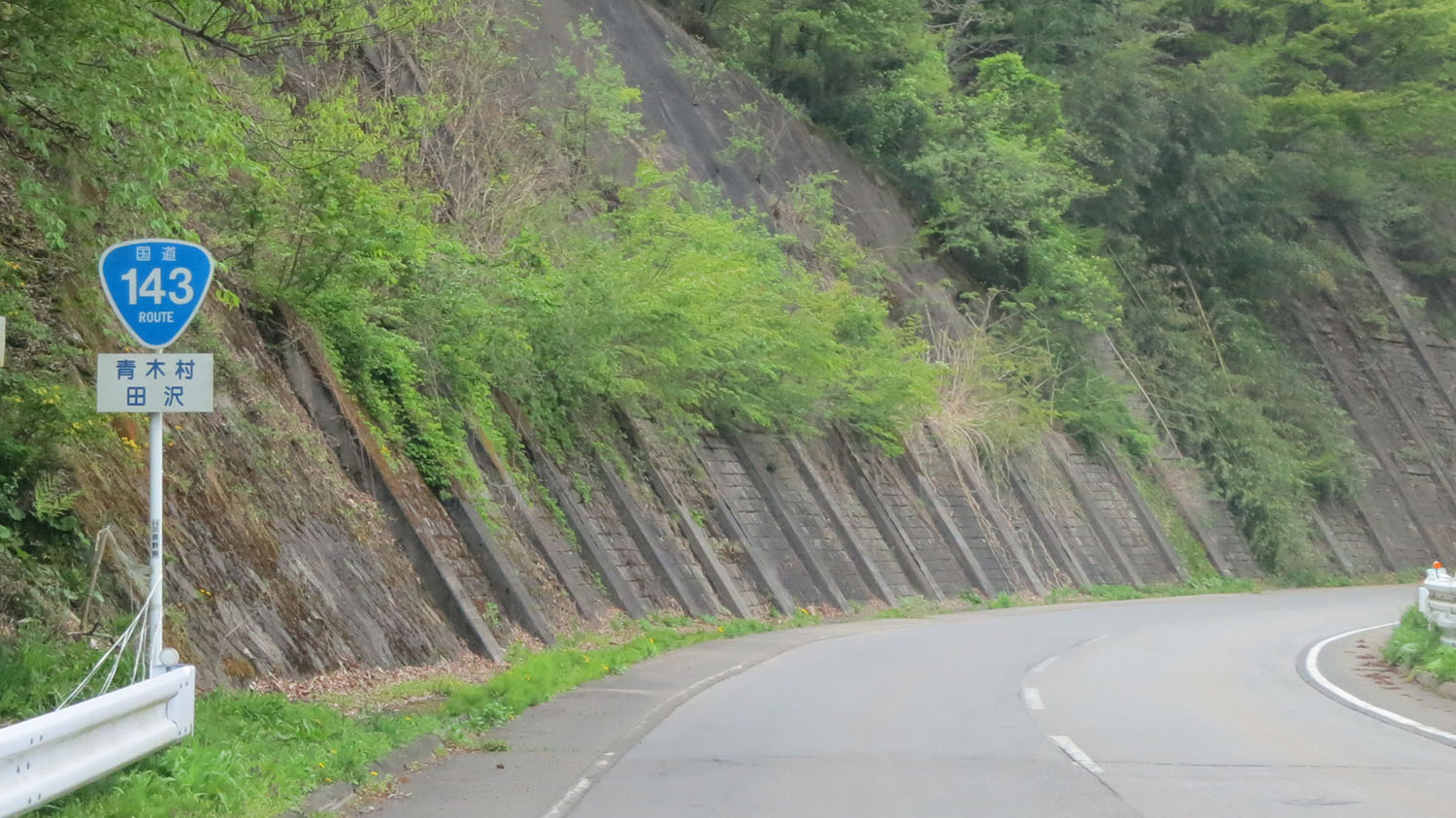
長野県小県郡青木村大字田沢
（2016年5月）

1890年（明治23年）に長野県道として全通した歴史の古い道路である。明治時代の建設当初馬車交通を想定したため、急峻な山岳地帯を通過する道路の割には緩勾配に設計されているのが特徴である。
かつては上田 - 松本間の最短ルートであったが、1976年（昭和51年）の国道254号三才山有料道路の開業に伴い、通行量が激減した。
上田市から小県郡青木村までの約10 kmは、盆地の緩い斜面をほぼ一直線のルートで結んでいるのが特徴的となっている。建設当時は幅員もゆとりがあり、東山道に代わり上田 - 松本間を最短で結んだ、いわばバイパス道路の先駆けと呼べる道路だが、旧来の集落を無視した設計に反発もあり、設計した技師が左遷されたと伝わる。しかし自動車社会の近年となっては、特に上田、松本の市街地区間は路肩のほとんど無い、センターライン付の道路としては最低限の幅員で、自動車交通に対するゆとりは乏しく、拡幅事業も進められている。
小県郡青木村・松本市旧四賀村間では二つの峠越えがあり、この区間ではほとんどが1車線から1.5車線の狭隘路で、大型車は通過できない。また途中には斜面崩壊しやすい脆弱な区間もある。長野県は新トンネルの建設を視野に調査を進めている。

### 路線データ
一般国道の路線を指定する政令に基づく起終点および重要な経過地は次のとおり。
- 起点：松本市（渚一丁目交差点 = 国道19号交点、国道158号終点）
- 終点：上田市（上塩尻東交差点 = 国道18号上）
- 重要な経過地：なし
- 総延長 : 57.0 km[2][注釈 2]
- 重用延長 : なし[2][注釈 2]
- 未供用延長 : なし[2][注釈 2]
- 実延長 : 57.0 km[2][注釈 2]
  - 現道 : 51.3 km[2][注釈 2]
  - 旧道 : 3.9 km[2][注釈 2]
  - 新道 : 1.8 km[2][注釈 2]
- 指定区間：国道18号と重複する区間（上田市・下之条北交差点 - 上塩尻東交差点（終点））[3]

## 歴史
交通の不便だった中信と東信の間を車道で連絡する目的で、長野県道「第二線路」として1887年（明治20年）に建設決定された。
1888年（明治21年）着工、1890年（明治23年）の山岳区間のトンネル開通、および上田町（当時）での千曲川の上田橋架橋完成などに伴って全通した。このような経緯から、沿線住民には現在でも「二線路」の通称で呼ぶ者がある。

### 年表
- 1953年（昭和28年）5月18日 - 二級国道143号松本上田線（松本市 - 上田市）として指定施行[4]。
- 1965年（昭和40年）4月1日 - 道路法改正により一級・二級区分が廃止されて一般国道143号として指定施行[1]。

## 路線状況

### 通称
- 松本街道 上田市上塩尻 - 松本市保福寺町
- 北国西街道 松本市保福寺町 - 同市中央
- 野麦街道 松本市中央 - 同市渚

### バイパス・道路改良

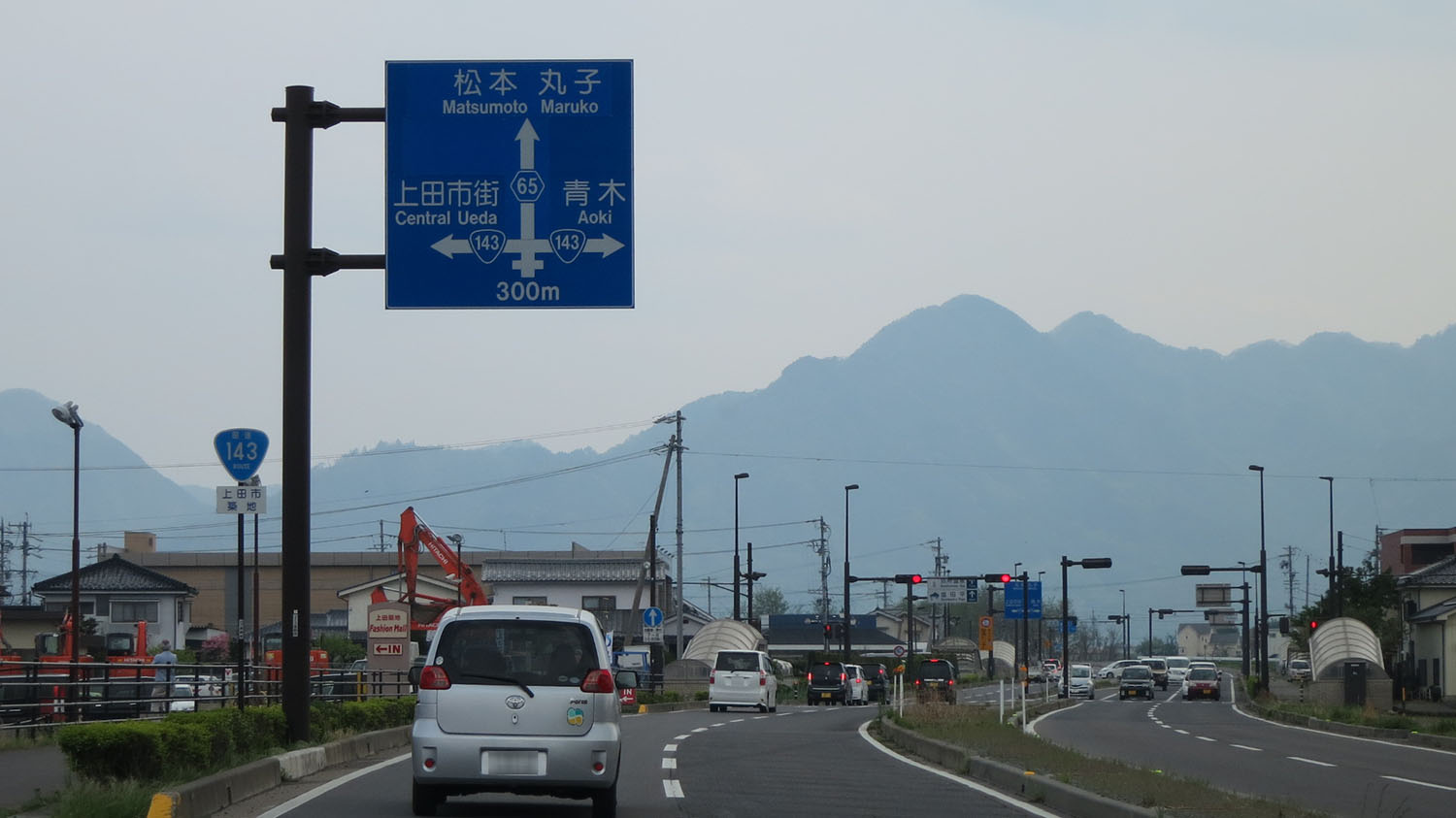
築地バイパス
長野県上田市築地

大門〜会吉拡幅
松本市四賀（旧四賀村）大門 - 会吉地区の区間では、旧道の谷側に新道を建設する手法で拡幅工事が行われている。引き続き会吉地区までの工事が行われる予定であり、平成22年度の竣工が見込まれる。
岡田拡幅
松本市の六助池から岡田神社までの区間では、県の拡幅事業が完了し、同区間に十分な幅の歩道が確保された。2009年3月に完成した。当初は2007年夏ごろまでの完成を予定していた。2013年11月全線完成供用。
青木峠バイパス（計画）
青木村、上田地域広域連合では、現在改良の行われていない松本市会吉地区から青木村弘法地区にかけての道路改良が要望されてきたが、事業規模が大きく着工のめどが立っていなかった。
2016年度になり県による地質調査が開始、翌2017年にはルート案が絞り込まれ、2018年度から2022年度までの「県総合５か年計画」期間内の事業化が有望となった。2本の新トンネル掘削による改良となる。総事業費は約120億円と試算され、未改良区間の所要時間は25分から約4分になると試算されている。2018年5月には概略ルートが地元自治体に示された。
築地バイパス
上田市宮島の宮島交差点から北上し、下之条北交差点より、国道18号上田坂城バイパスと接続する。2000年（平成12年）2月18日に下之条 - 福田間延長1.85 kmの全線が開通した。同日には国道18号上田坂城バイパス上塩尻 - 下之条間延長1.6 km・長野県道65号上田丸子線築地下之郷バイパス下小島 - 下之郷間延長1.75 kmも開通している。開通以降も旧道が宮島交差点 - 赤坂交差点間のみ国道（現道）に指定されていたが、2020年（令和2年）12月18日に区域変更が行われ、築地バイパスが本線となった。

### 重複区間
- 国道18号（上田市・下之条北交差点 - 上田市・上塩尻東交差点（終点））

### 道路施設

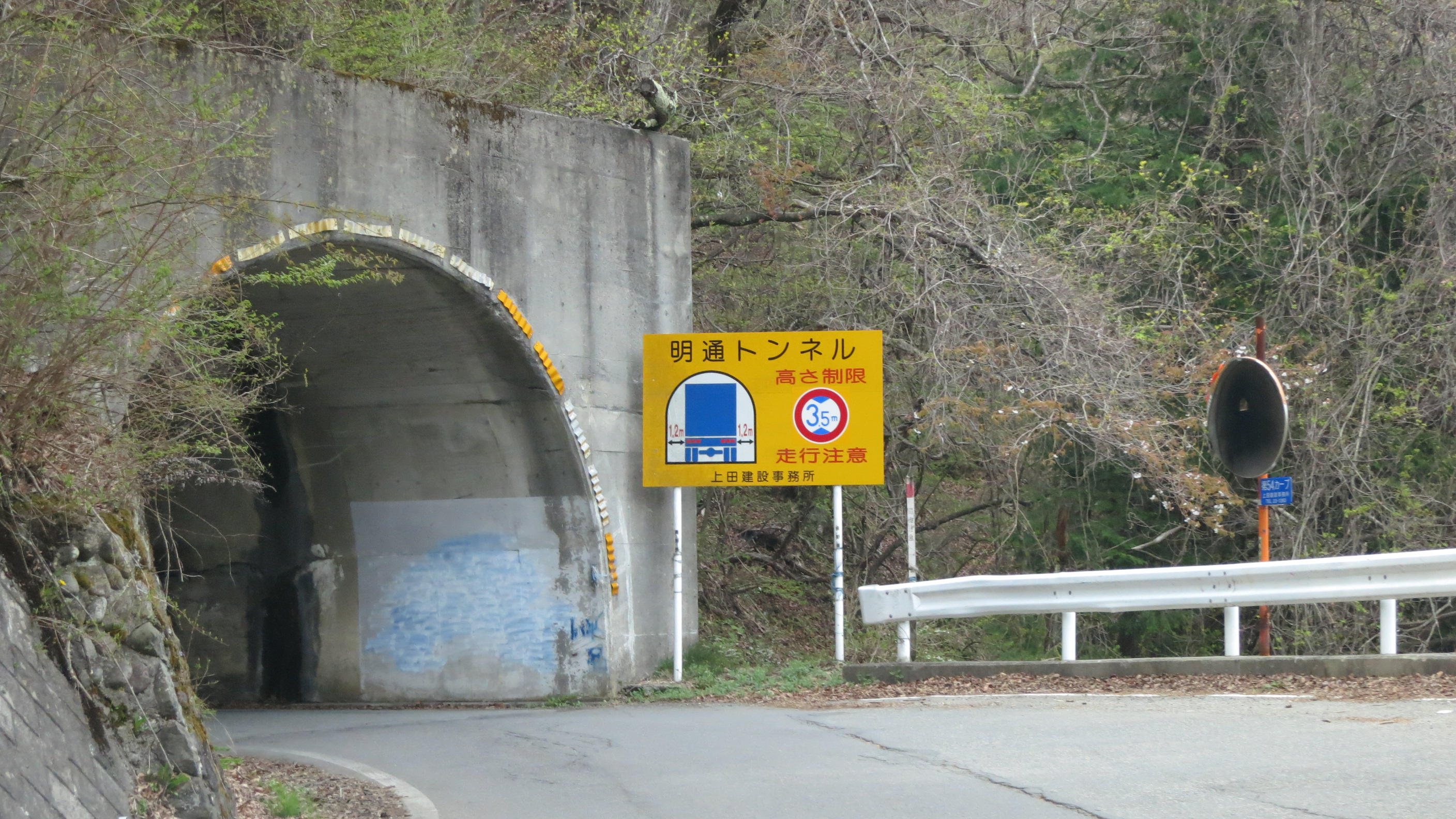
明通トンネル入口 （青木峠付近）
長野県東筑摩郡筑北村東条

#### トンネル
2か所の峠それぞれに、明治時代の道路開通時に建設されたトンネルが残存している。
青木峠の明通トンネル（あけどおしトンネル:全長95 m、高さ制限3.6 m）は、日本の国道において現道として通行可能なトンネルでは最古で、1890年（明治23年）開通。自動車通行を容易とするため1957年（昭和32年）に拡大改築工事をおこなって原形は留めておらず、両側坑口はコンクリートポータルとなっている。
地蔵峠の会吉トンネルはやはり1890年（明治23年）開通で、1934年（昭和9年）に改築工事を受けた。明通トンネルと同程度の道幅ながら、国道のトンネルとしては珍しい信号機による交互通行を行なっている。なお、二輪車および自転車は信号機による交通規制を受けない。

#### 道の駅
- あおき（小県郡青木村）

## 地理

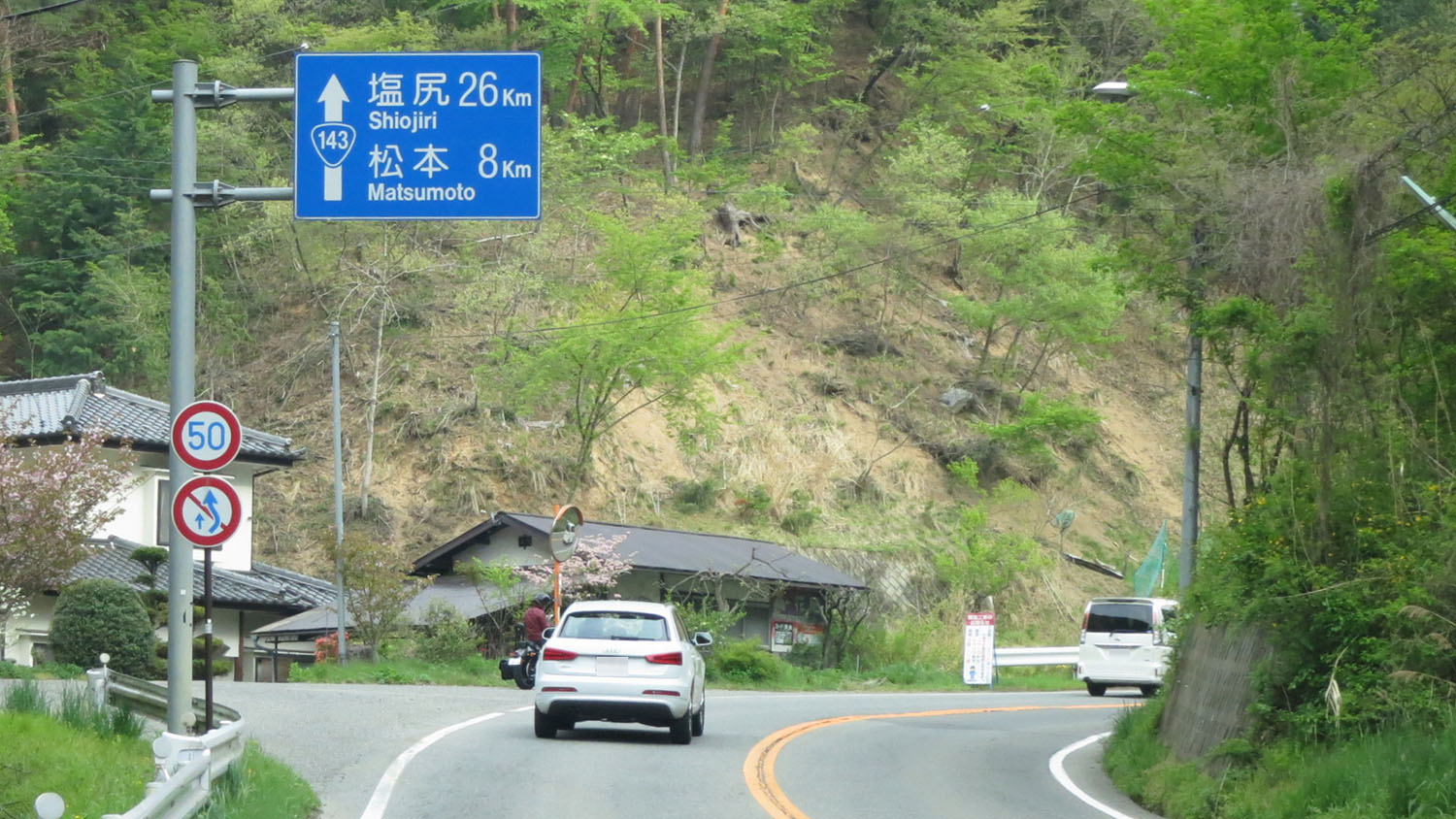
長野県安曇野市豊科田沢
（2016年5月）

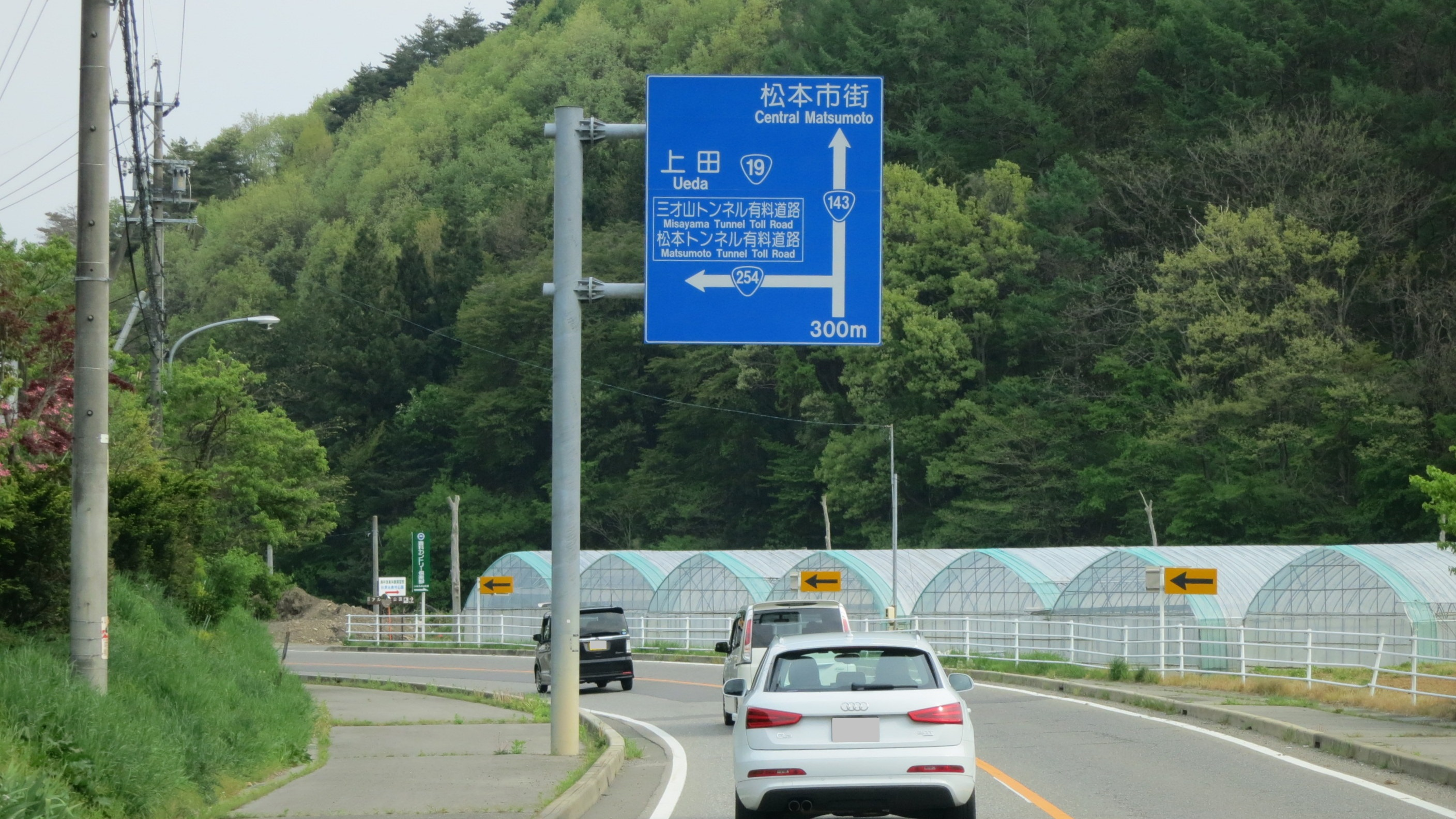
国道254号との分岐
長野県松本市岡田伊深

### 通過する自治体
- 長野県
  - 松本市 - 安曇野市 - 松本市 - 東筑摩郡筑北村 - 小県郡青木村 - 上田市

### 交差する道路
- 国道19号・国道158号（松本市・渚一丁目交差点）
- 長野県道63号松本塩尻線（松本市・市民館前交差点）
- 長野県道67号松本和田線（松本市・城東二丁目交差点）
- 国道254号（松本市・六助池交差点）
- 長野県道57号安曇野インター堀金線（安曇野市・大口沢交差点）
- 長野県道172号田沢中挟線（小県郡青木村田沢）
- 長野県道12号丸子信州新線（小県郡青木村田沢）
- 長野県道65号上田丸子線（上田市・宮島交差点）
- 長野県道77号長野上田線（上田市・下之条交差点）
- 国道18号（上田市・上塩尻東交差点）

### 峠
- 地蔵峠（松本市 - 東筑摩郡筑北村）
- 青木峠（東筑摩郡筑北村 - 小県郡青木村）